# 沙德韋爾站 (DLR)
沙德韋爾站（英語：Shadwell DLR station）是碼頭區輕鐵（DLR）的一個車站，位於倫敦東部，靠近倫敦地上鐵的沙德韋爾站。沙德韋爾輕鐵站車站開通於1987年8月31日，是碼頭區輕鐵最早開通的部分之一。

## 外部連結
- Docklands Light Railway website - Shadwell station page
- More photographs of this station （页面存档备份，存于）